# Gerard Poort
Gerardus Jacobus Josephus (Gerard) Poort (Tilburg, maart 1917 – 5 februari 1976) was een Nederlands burgemeester.
Hij werd geboren als zoon van Cornelis Jacobus Maria Poort (1879-1962) en Geertruda Helena Maria van Erp (1878-1954). Zijn vader was bierbrouwer maar zelf had hij een ambtelijke carrière. Hij werd in maart 1941 benoemd tot klerk bij de gemeentesecretarie van Tilburg en in augustus 1946 volgde hij H.P.J. Verhoeven op als gemeentesecretaris van Sint-Oedenrode. Midden 1960 werd Poort benoemd tot burgemeester van Moergestel. Tijdens dat burgemeesterschap overleed hij begin 1976 op 58-jarige leeftijd. 